# W Virginis típusú változócsillag
A W Virginis típusú változócsillagok pulzáló változócsillagok, melyek nagyon hasonlítanak a klasszikus cefeidákhoz, de ellentétben velük a II. populációs csillagokhoz tartoznak, alacsonyabb a fémtartalmuk és ezért valamivel különbözik a rájuk vonatkozó periódus-fényesség reláció: körülbelül 1,5 magnitúdóval halványabbak a cefeidáknál. Emiatt az Androméda-galaxis távolságának meghatározásánál Edwin Hubble eredetileg hibás adatokat kapott.